# Heteronychia vachai
Heteronychia vachai är en tvåvingeart som beskrevs av Povolny 1986. Heteronychia vachai ingår i släktet Heteronychia och familjen köttflugor. Inga underarter finns listade i Catalogue of Life.